# Arboretum de Fontenoy-le-Château
El Arboreto de Fontenoy-le-Château en francés : Arboretum de Fontenoy-le-Château, es un arboreto de 3 hectáreas de extensión, en Fontenoy-le-Château, Francia.

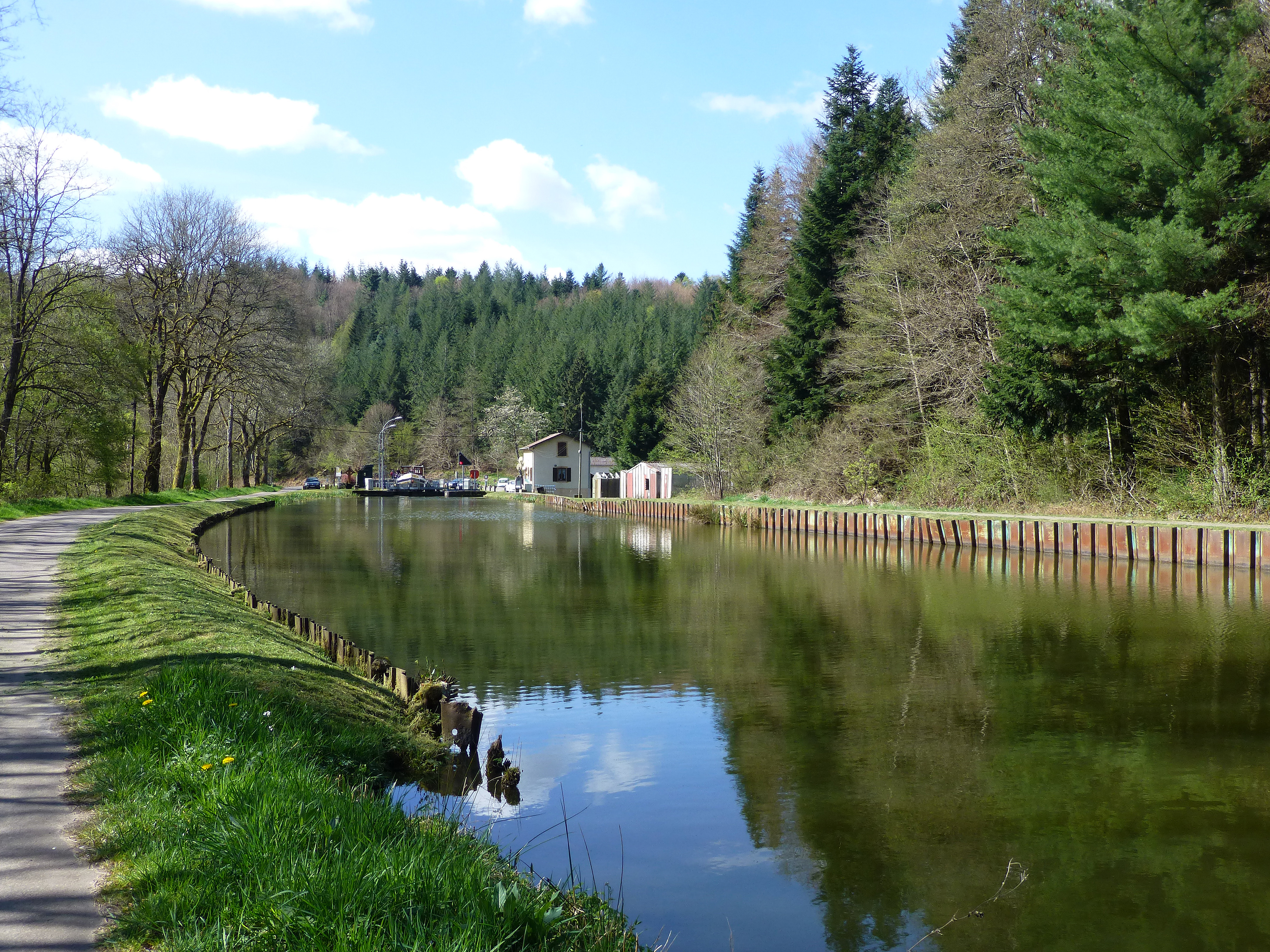
Canal del Este en Fontenoy-le-Château.

## Localización
Se ubica a lo largo del Canal de l'Est de los Vosgos, en el "Valle del Côney" afluente del río Saona. En la proximidad de la aldea "des Baraques".
Arboretum de Fontenoy-le-Château, route des Tuileries et route des Barraques Fontenoy-le-Château, Département de Vosges, Lorraine, France-Francia.
Planos y vistas satelitales.47°59′30″N 6°13′10″E / 47.99167, 6.21944
Se encuentra abierto a diario durante los meses cálidos sin cargo.

## Historia
El arboreto fue creado en esta zona del "Vallée du Côney", zona de instalaciones metalúrgicas y de termalismo, para salvaguardar la flora de la zona.

## Colecciones botánicas
En esta zona de Los Vosgos hay abundancia de agua y un suelo de baja permeabilidad, dos condiciones ideales para la formación de estanques. 
En estos hay una gran variedad de plantas de humedales.
El arboreto alberga muchas especies de árboles, arbustos y plantas herbáceas de los bosques de los Vosgos, todos marcados y mantenidos.